# Dasyuridae
I Dasiuridi (Dasyuridae Goldfuss, 1820) sono una famiglia di marsupiali originari dell'Australia e della Nuova Guinea; comprendono 72 specie suddivise in 17 generi. Molte di queste sono piccole e dall'aspetto simile a quello di un topo o un toporagno, tanto che vengono chiamate impropriamente topi marsupiali o toporagni marsupiali, ma all'interno di questo gruppo troviamo anche i quoll, delle dimensioni di un gatto, e il diavolo della Tasmania. Sono diffusi in una vasta gamma di habitat, comprese praterie, foreste e montagne, e alcune specie sono arboricole o semi-acquatiche.

## Descrizione
La maggior parte dei Dasiuridi ha le dimensioni di un topo, ma alcune specie sono molto più grandi. La specie più piccola è il nilgaui del Pilbara, lungo dai 4,6 ai 5,7 cm e del peso di soli 2-9 grammi, mentre quella più grande, il diavolo della Tasmania, è lunga 57-65 cm e pesa 6-8 chili. I Dasiuridi più piccoli presentano generalmente l'aspetto di un toporagno o di un topo, con code lunghe e sottili e nasi appuntiti. Quelli più grandi, invece, ricordano alcuni carnivori placentati, come le manguste o i Mustelidi.
Per molti aspetti i Dasiuridi vengono considerati primitivi e somigliano moltissimo ai marsupiali più antichi, quelli che in seguito dettero origine a ogni specie del gruppo, come i canguri e i bandicoot. Ad esempio, presentano tutte le dita separate, mentre in molti altri marsupiali il secondo e il terzo dito sono fusi insieme. Allo stesso modo, molte specie sono prive di una tasca marsupiale vera e propria e sono munite di una semplice piega di pelle intorno ai capezzoli, dove i piccoli trovano protezione e possono svilupparsi. Anche la dentatura è considerata primitiva e differisce da quella di altri marsupiali; la formula dentaria è:
| 4.1.2-3.4 |
| 3.1.2-3.4 |

## Biologia
I Dasiuridi sono prevalentemente insettivori, ma possono nutrirsi anche di piccole lucertole, frutta e fiori. Una delle poche eccezioni è costituita dal diavolo della Tasmania, che si nutre soprattutto di carogne di vertebrati. Presentano tutti un tubo digerente relativamente semplice, tipico degli insettivori e dei carnivori.
La gestazione dura 12-16 giorni, dopo i quali vengono messi alla luce da due a dodici piccoli, di aspetto variabile da una specie all'altra. Le specie più piccole si riproducono almeno due volte l'anno, mentre quelle più grandi solo una. Anche la durata dell'allattamento riflette le differenze di dimensioni: i piccoli dunnart, ad esempio, succhiano il latte della madre per 60-70 giorni, mentre i giovani quoll non si nutriranno di cibo solido che all'età di 8-9 mesi. Quasi tutti i Dasiuridi divengono sessualmente maturi a un anno di età, ma, ancora una volta, i quoll e i diavoli della Tasmania, essendo più grandi, impiegano fino a due anni a raggiungere la maturità.
I Dasiuridi adulti sono generalmente solitari, ma possono talvolta spostarsi in gruppi di due o tre esemplari.

## Tassonomia
La famiglia dei Dasiuridi, suddivisa in 2 sottofamiglie e 4 tribù, comprende 72 specie in 17 generi:
- Sottofamiglia Dasyurinae
  - Tribù Dasyurini
    - Genere Dasycercus Peters, 1875
      - Dasycercus blythi (Waite, 1904) - mulgara dalla coda a spazzola;
      - Dasycercus cristicauda (Krefft, 1867) - mulgara dalla coda crestata.

    - Genere Dasykaluta Archer, 1982
      - Dasykaluta rosamondae (Ride, 1964) - kaluta.

    - Genere Dasyuroides Spencer, 1896
      - Dasyuroides byrnei Spencer, 1896 - kowari.

    - Genere Dasyurus É. Geoffroy, 1796
      - Dasyurus albopunctatus Schlegel, 1880 - quoll della Nuova Guinea;
      - Dasyurus geoffroii Gould, 1841 - quoll occidentale;
      - Dasyurus hallucatus Gould, 1842 - quoll settentrionale;
      - Dasyurus maculatus (Kerr, 1792) - quoll dalla coda macchiata;
      - Dasyurus spartacus Van Dyck, 1988 - quoll bronzeo;
      - Dasyurus viverrinus (Shaw, 1800) - quoll orientale.

    - Genere Myoictis Gray, 1858
      - Myoictis leucura Woolley, 2005 - dasiuro a tre strisce di Woolley;
      - Myoictis melas (Müller, 1840) - dasiuro a tre strisce di Müller;
      - Myoictis wallacei (Gray, 1858) - dasiuro a tre strisce di Wallace;
      - Myoictis wavicus Tate, 1947- dasiuro a tre strisce di Tate.

    - Genere Neophascogale Stein, 1933
      - Neophascogale lorentzii (Jentink, 1911) - dasiuro maculato.

    - Genere Parantechinus Tate, 1947
      - Parantechinus apicalis (Gray, 1842) - dibbler.

    - Genere Phascolosorex Matschie, 1916
      - Phascolosorex doriae (Thomas, 1886) - fascogale dal ventre rosso;
      - Phascolosorex dorsalis (Peters e Doria, 1876) - fascogale dalla striscia sottile.

    - Genere Pseudantechinus Tate, 1947
      - Pseudantechinus bilarni (Johnson, 1954) - pseudantechino delle arenarie;
      - Pseudantechinus macdonnellensis (Spencer, 1895) - pseudantechino dalla coda grassa;
      - Pseudantechinus mimulus (Thomas, 1906) - pseudantechino di Carpentaria;
      - Pseudantechinus ningbing Kitchener, 1988 - pseudantechino ningbing;
      - Pseudantechinus roryi Cooper, Aplin e Adams, 2000 - pseudantechino di Rory;
      - Pseudantechinus woolleyae Kitchener e Caputi, 1988 - pseudantechino di Woolley.

    - Genere Sarcophilus F. G. Cuvier, 1837
      - Sarcophilus harrisii (Boitard, 1841) - diavolo della Tasmania.

  - Tribù Phascogalini
    - Genere Antechinus Macleay, 1841
      - Antechinus adustus (Thomas, 1923) - antechino rugginoso;
      - Antechinus agilis Dickman, Parnaby, Crowther e King, 1998 - antechino agile;
      - Antechinus bellus (Thomas, 1904) - antechino fulvo;
      - Antechinus flavipes (Waterhouse, 1838) - antechino dai piedi gialli;
      - Antechinus godmani (Thomas, 1923) - antechino di Atherton;
      - Antechinus leo Van Dyck, 1980 - antechino cannella;
      - Antechinus minimus (É. Geoffroy, 1803) - antechino di palude;
      - Antechinus stuartii Macleay, 1841 - antechino bruno;
      - Antechinus subtropicus Van Dyck e Crowther, 2000 - antechino subtropicale;
      - Antechinus swainsonii (Waterhouse, 1840) - antechino scuro.

    - Genere Murexia Tate e Archbold, 1937
      - Murexia habbema (Tate e Archbold, 1941) - dasiuro di Habbema;
      - Murexia longicaudata (Schlegel, 1866) - dasiuro dal pelo raso;
      - Murexia melanurus (Thomas, 1899) - dasiuro dalla coda nera;
      - Murexia naso (Jentink, 1911) - dasiuro nasuto;
      - Murexia rothschildi Tate, 1938 - dasiuro dalla striscia larga.

    - Genere Phascogale Temminck, 1824
      - Phascogale calura Gould, 1844 - fascogale dalla coda rossa;
      - Phascogale pirata (Thomas, 1904) - fascogale dalla coda a spazzola settentrionale;
      - Phascogale tapoatafa (Meyer, 1793) - fascogale dalla coda a spazzola.
- Sottofamiglia Sminthopsinae
  - Tribù Sminthopsini
    - Genere Antechinomys Krefft, 1867
      - Antechinomys laniger (Gould, 1856) - kultarr.

    - Genere Ningaui Archer, 1975
      - Ningaui ridei Archer, 1975 - ningaui di wongai;
      - Ningaui timealeyi Archer, 1975 - ningaui del Pilbara;
      - Ningaui yvonnae Kitchener, Stoddart e Henry, 1983 - ningaui meridionale.

    - Genere Sminthopsis Thomas, 1887
      - Sminthopsis aitkeni Kitchener, Stoddart e Henry, 1984 - dunnart dell'isola dei Canguri;
      - Sminthopsis archeri Van Dyck, 1986 - dunnart castano;
      - Sminthopsis bindi Van Dyck, Woinarski e Press, 1994 - dunnart di Kakadu;
      - Sminthopsis butleri Archer, 1979 - dunnart di Butler;
      - Sminthopsis crassicaudata (Gould, 1844) - dunnart dalla coda grassa;
      - Sminthopsis dolichura Kitchener, Stoddart e Henry, 1984 - dunnart dalla coda lunga minore;
      - Sminthopsis douglasi Archer, 1979 - dunnart del Julia Creek;
      - Sminthopsis fuliginosus (Gould, 1852) - dunnart fuligginoso;
      - Sminthopsis gilberti Kitchener, Stoddart e Henry, 1984 - dunnart di Gilbert;
      - Sminthopsis granulipes Troughton, 1932 - dunnart dalla coda bianca;
      - Sminthopsis griseoventer Kitchener, Stoddart e Henry, 1984 - dunnart dal ventre grigio;
      - Sminthopsis hirtipes Thomas, 1898 - dunnart dai piedi pelosi;
      - Sminthopsis leucopus (Gray, 1842) - dunnart dai piedi bianchi;
      - Sminthopsis longicaudata Spencer, 1909 - dunnart dalla coda lunga;
      - Sminthopsis macroura (Gould, 1845) - dunnart dalla faccia striata;
      - Sminthopsis murina (Waterhouse, 1838) - dunnart comune;
      - Sminthopsis ooldea Troughton, 1965 - dunnart di Ooldea;
      - Sminthopsis psammophila Spencer, 1895 - dunnart delle dune;
      - Sminthopsis virginiae (Tarragon, 1847) - dunnart dalle guance rosse;
      - Sminthopsis youngsoni McKenzie e Archer, 1982 - dunnart dai piedi pelosi minore.

  - Tribù Planigalini
    - Genere Planigale Troughton, 1928
      - Planigale gilesi Aitken, 1972 - planigale di Giles;
      - Planigale ingrami (Thomas, 1906) - planigale dalla coda lunga;
      - Planigale maculata (Gould, 1851) - planigale comune;
      - Planigale novaeguineae Tate e Archbold, 1941 - planigale papua;
      - Planigale tenuirostris Troughton, 1928 - planigale dal naso stretto.